# 破壞突擊隊
《破壞突擊隊》是一款由芬兰手机游戏公司Supercell開發和發行的線上手機動作遊戲。該遊戲於2024年5月29日在全球於Android和iOS平台發佈。
該款遊戲的角色部分來自Supercell的其他遊戲，包括《部落冲突》、《皇室戰爭》、《荒野亂鬥》、《卡通农场》和《海岛奇兵》。

## 遊戲玩法
這是一款休閒策略遊戲，每場對局持續4分鐘，安排10名玩家於一個隨機地圖上對戰。每場對局中玩家可以在場内拾取寶石、金幣和其他道具，而對局結束時根據持有的寶石數作排名並發放相應獎勵。
對局開始時，玩家一般會從隨機角色中三選一，成為該局所操縱的“突擊隊”（Squad）的第一個成員。游戲操作方式非常簡單，透過虛擬搖桿控制突擊隊的行進方向，而停下時如果攻擊範圍内有合適的目標，隊中的角色會自動接近目標並攻擊。透過地圖上的資源點、擊敗場上怪物、擊敗其他突擊隊的成員、或一些隨機活動，都可以取得掉落的金幣或寶石。金幣可以打開寶箱，並從當中的三個隨機角色挑選一個並加入之突擊隊。當隊中有三個一樣的角色時便會自動觸發“合體”，令三個角色合體成為更强大的角色。
遊戲正式發行時的版本共有34種怪物、22種對戰隨機事件和12種不同的法術；對戰隨機事件是在遊戲開始時和地圖一同由系統隨機選擇的，而法術可以在對局過程中拾獲。
寶箱中亦可能出現非常罕見的“超级單位”，即比普通角色强大得多的角色。然而它们是消耗品，使用次數需於局外獲取。(已在2024年8月14日的熔岩世界更新中移除)

## 開發和發佈
Supercell于2023年1月31日宣佈這款遊戲，并于同年2月6日在加拿大進行為期10日的有限度beta測試。随后於同年5月再進行為期7日的測試，這次的地區擴至加拿大、墨西哥和西班牙。
約一年後，Supercell於2024年4月1日表示遊戲將“出現許多令人興奮的新玩法”。隨後，同年4月8日，遊戲宣布將於4月23日起在加拿大、墨西哥、西班牙、挪威、芬兰、丹麦和新加坡进行軟啟動。
2024年4月25日，Supercell宣佈遊戲将於同年5月29日在全球正式發行。
遊戲正式發行時的版本有27个角色来自Supercell的其他遊戲，其中11个来自《荒野亂鬥》，10个来自《部落冲突》和《皇室戰爭》，3个来自《海岛奇兵》，2个来自《卡通农场》，1个来自《點點農場》（Hay Day Pop）。

## 外部連結
- 官方网站